# تپه رشتیان (ک - ۷۵)
تپه رشتیان (ک - ۷۵) مربوط به دوران پیش از تاریخ ایران باستان است و در شهرستان کنگاور، روستای رشتیان واقع شده و این اثر در تاریخ ۲۴ فروردین ۱۳۸۲ با شمارهٔ ثبت ۸۱۱۰ به‌عنوان یکی از آثار ملی ایران به ثبت رسیده است.